# Republic of Nauru Phosphate Corporation
La  Republic of Nauru Phosphate Corporation, dont l'acronyme est RONPHOS, RONPhos ou encore RonPhos, est une compagnie d'exploitation du phosphate opérant uniquement à Nauru dans le Pacifique.

## Historique
La Republic of Nauru Phosphate Corporation est une entreprise publique fondée en 2005 par l'État nauruan en remplacement de la Nauru Phosphate Corporation dont elle est l'héritière. Elle a pour mission d'extraire les reliquats de phosphate n'ayant pas été extrait par le passé en raison de coûts de production jugés trop élevés. En 2005-2006, l'État subventionne à hauteur de 100 000 dollars la relance des opérations. Le plan de relance implique la remise en état de l'unité de séchage et de ses deux tourailles, un capteur de poussières est installé, et le matériel est reconditionné. Sa première livraison de phosphate s'effectue en avril 2007.
Un rapport d'activités d'août 2014 mentionne le projet Zero Dust qui consiste à déblayer et réhabiliter les anciens sites d'extraction,.
En 2016, la Republic of Nauru Phosphate Corporation dégage 6,4 millions de dollars de dividendes.

## Activités
Le phosphate extrait des cavités des roches calcaire jonchant l'île de Nauru est pur et ne nécessite pas de traitement particulier avant d'être commercialisé comme superphosphate. L'île dispose surtout aujourd'hui d'une réserve en sous-sol de 20 millions de tonnes. La devise locale est le dollar australien mais le phosphate s'échange en dollars américains, ce qui rend les revenus de la société très dépendants des évolutions des taux de change entre les dollars australiens et américains.
La Republic of Nauru Phosphate Corporation est le plus important employeur de Nauru et contribue à 50 % du PIB en 2009.